# Костянтин Далассен (талассократор)
Костянтин Далассен (*Κωνσταντίνος Δαλασσηνός, д/н — після 1093) — державний та військовий діяч Візантійської імперії.

## Життєпис
Походив з знатного роду Далассенів. Ймовірно син Феодора Далассена, проедра і дуки Фессалонік. Втім висловлюється думка, що його батьком був Адріан Далассен, дука Антіохії, але перший варіант є більш вірогіднішим, оскільки брату матері він надав би більш вагомі титули та посади. В той же час лінія Федора Далассена була в родинних зв'язках з Дуками — суперниками Комнінів.
Розпочав службу за правління імператора Костянтина X, потроху просувався щаблями за Романа IV, Михайла VII і Никифора III. Можливо брав участь у заколоті на флоті, який відмовився перевозити вірні імператорові Никифору III війська з Балканського півострова до Малої Азії, де повстав Олексій Комнін.
Вперше письмо згадується 1086 року, коли перейняв владу над Синопом, яку передав імператору Олексію I, сельджуцький мамлюк. Костянтина Далассена було призначено стратегом Синопу. Також йому підпорядковувався тамтешній флот.
На початку 1090 року призначено дукою флоту та наказано було приборкати Чаку, еміра Смірну, який захопив частину островів в Егейському морі та загрожував Костянтинополю. Невдовзі атакував порт Хіос на острові Хіос. Спочатку вдалося захопити порт, але ворог завадив просунутися до міста. Але зрештою завдяки військовій хитрості Далассену вдалося змусити Чаку відступити до Смірни, а самому захопити Хіос.
1091 року брав участь у військовій кампанії проти печенігів. У вирішальній битві при Левуніоні керував лівим флангом візантійського війська. В цій битві печеніги зазнали нищівної поразки.
У 1092 році отримав посаду талассократора, але підпорядковувався командуючому усього візантійського флоту (мегадуксу) Іоанну Дуці. У битві біля о. Лесбос (неподалік Мітилени) відзначився у битві, де було завдано поразки флоту еміра Чаки. У 1093 році бився проти останнього, коли той намагався захопити порт Абідос. Подальша доля Костянтина Далассена невідома.